# 報国寺 (鎌倉市)
報国寺（ほうこくじ）は、神奈川県鎌倉市浄明寺二丁目にある仏教臨済宗建長寺派の寺院。正式には功臣山報国建忠禅寺（こうしんさんほうこくけんちゅうぜんじ）と号する。本尊は釈迦三尊。境内に孟宗竹約2000本からなる竹林があって観光名所にもなっており、竹寺として知られている。鎌倉三十三観音霊場の第10番、鎌倉十三仏霊場の第4番（普賢菩薩）、東国花の寺百ヶ寺の鎌倉5番札所。

## 歴史
この寺は、1334年（建武元年）、天岸慧広の開山により創建されたと伝えられ、開基については足利尊氏の祖父足利家時とも上杉重兼ともいわれ、両家の菩提寺であった。臨済宗における寺格は諸山に列せられていた。1438年（永享10年）に起きた永享の乱で敗れた鎌倉公方足利持氏の子義久がこの寺で自刃している。
昭和4年には寺の近隣に華頂博信侯爵が旧華頂宮邸を建設している

## ギャラリー

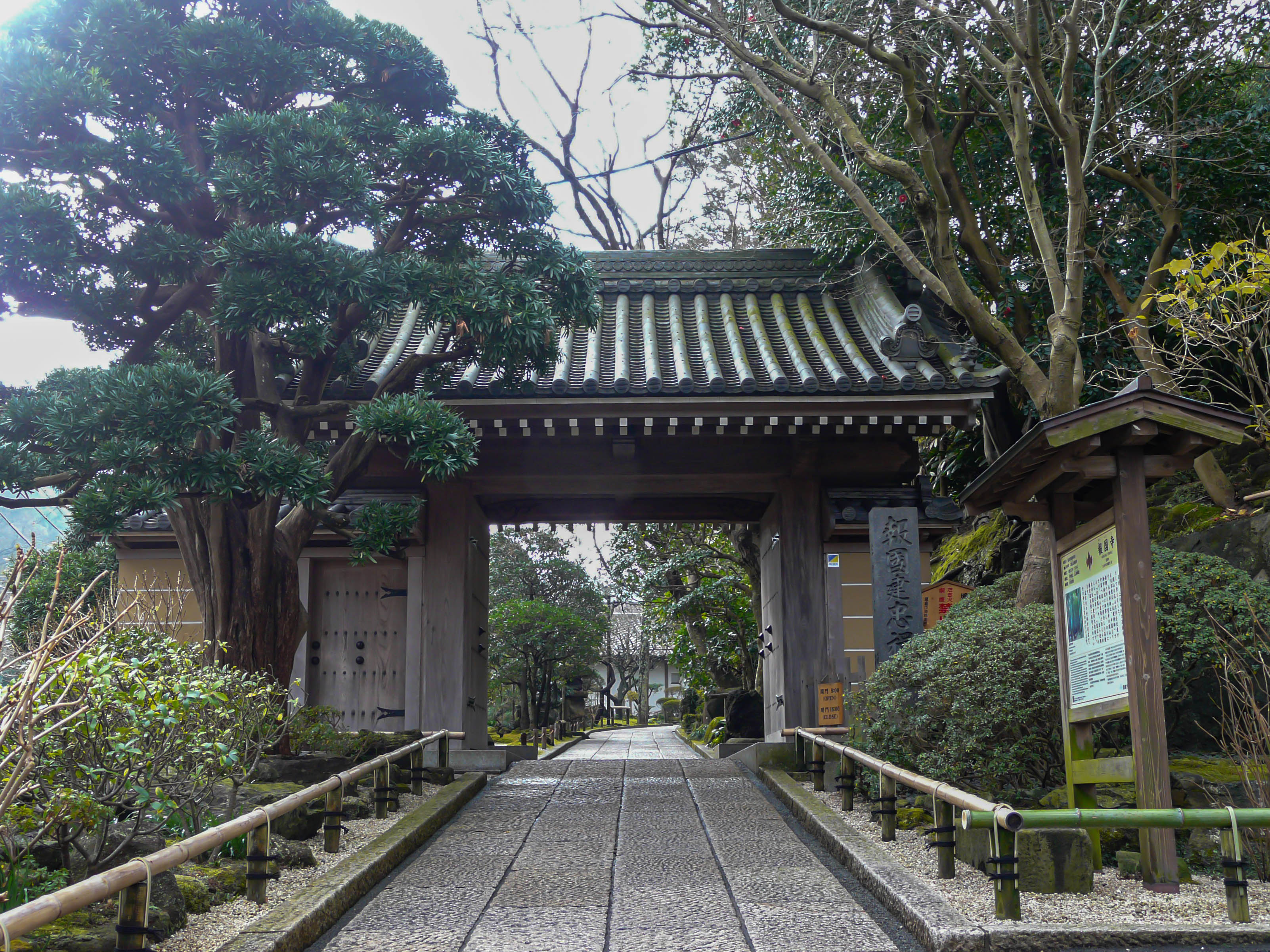
山門
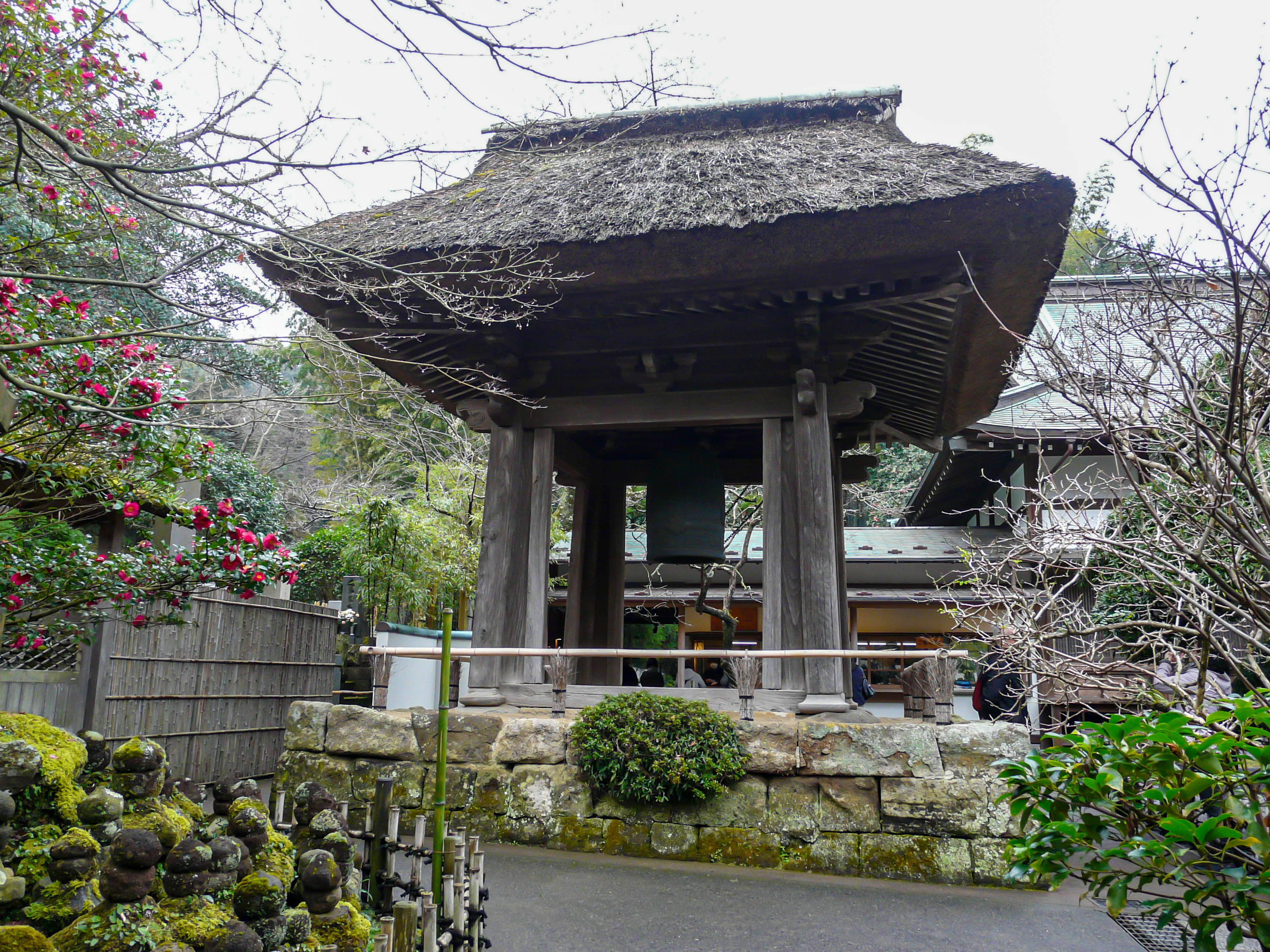
鐘楼
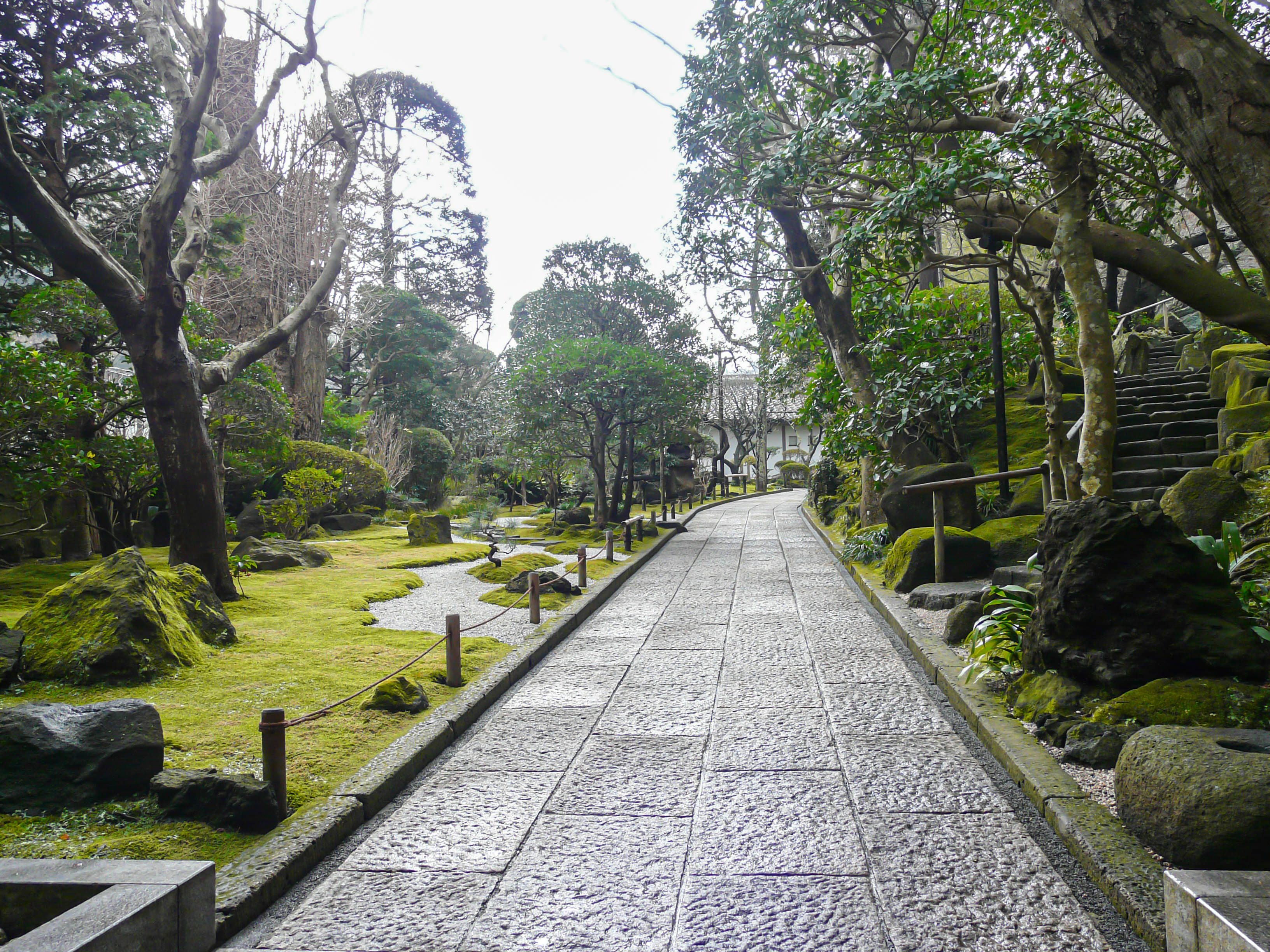
境内参道
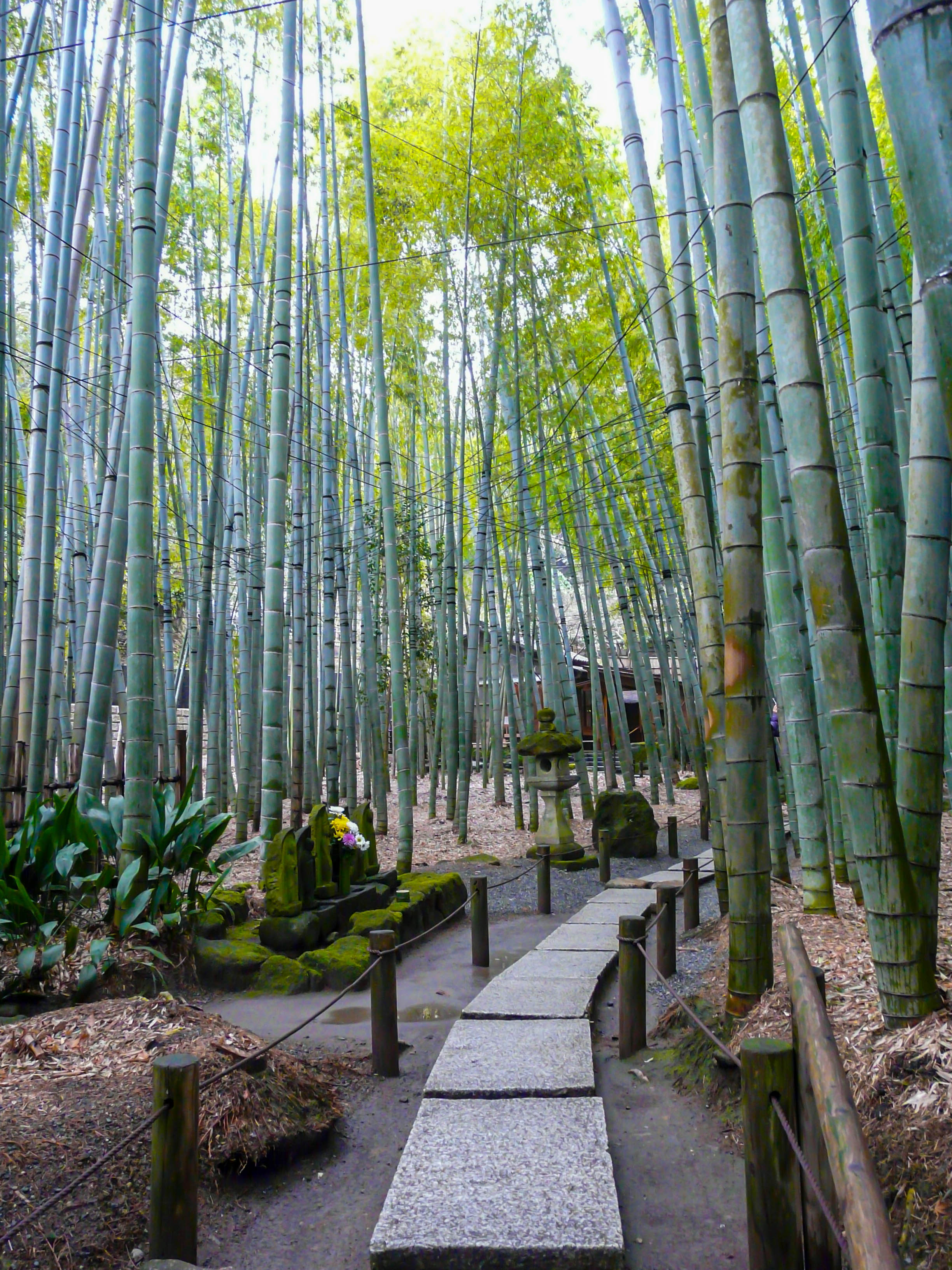
竹林
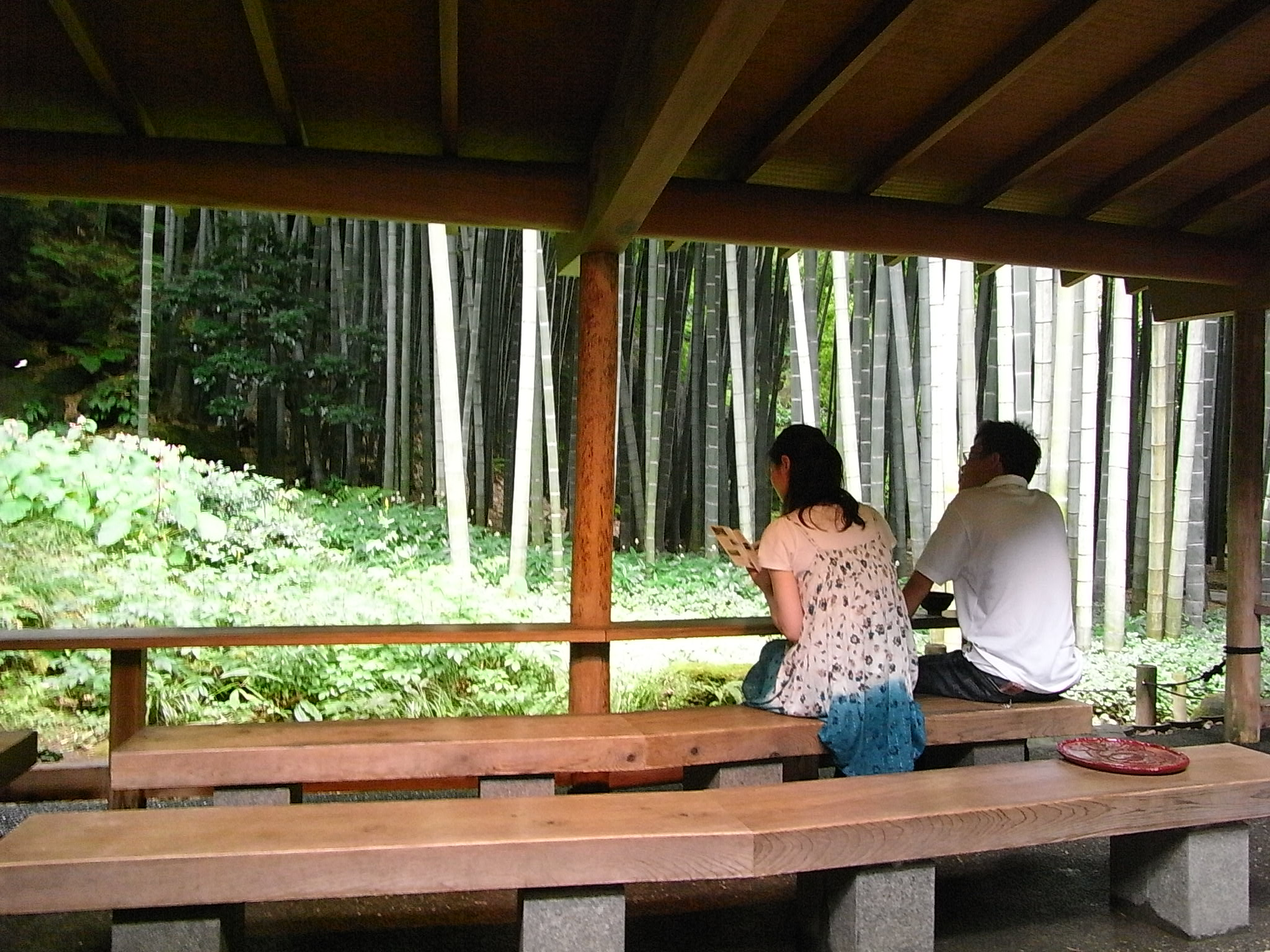
茶屋 休耕庵
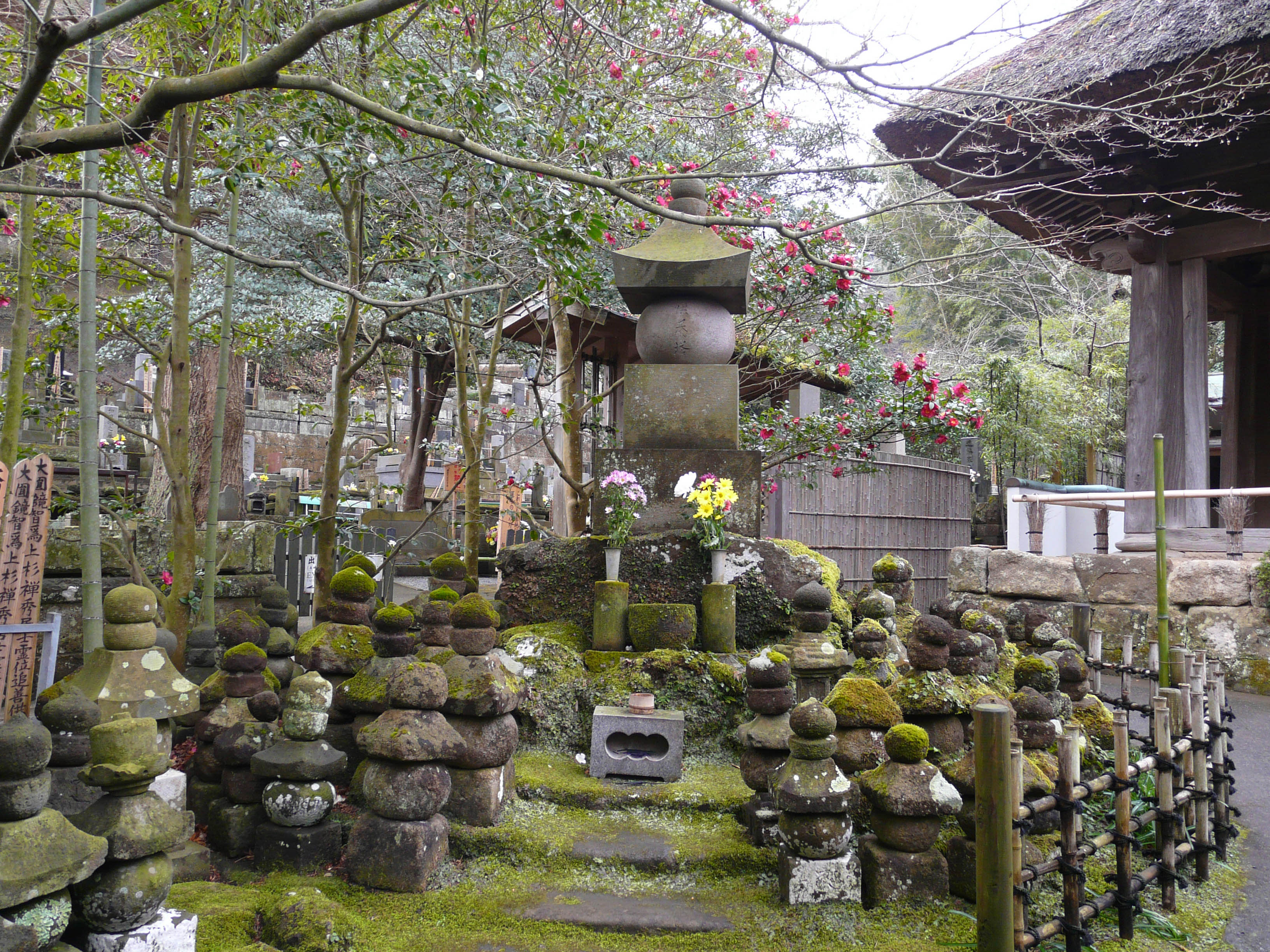
五輪塔群
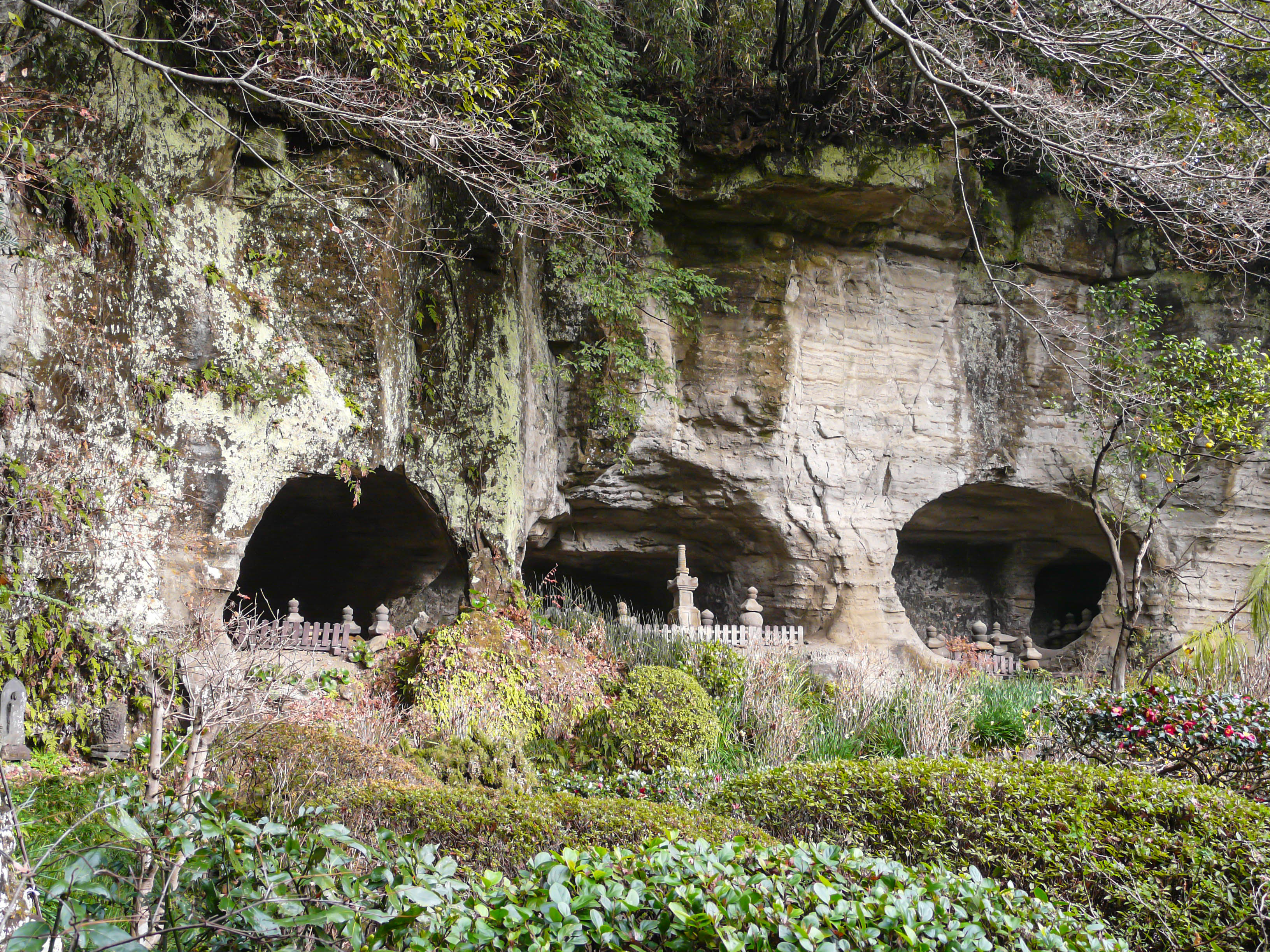
やぐら
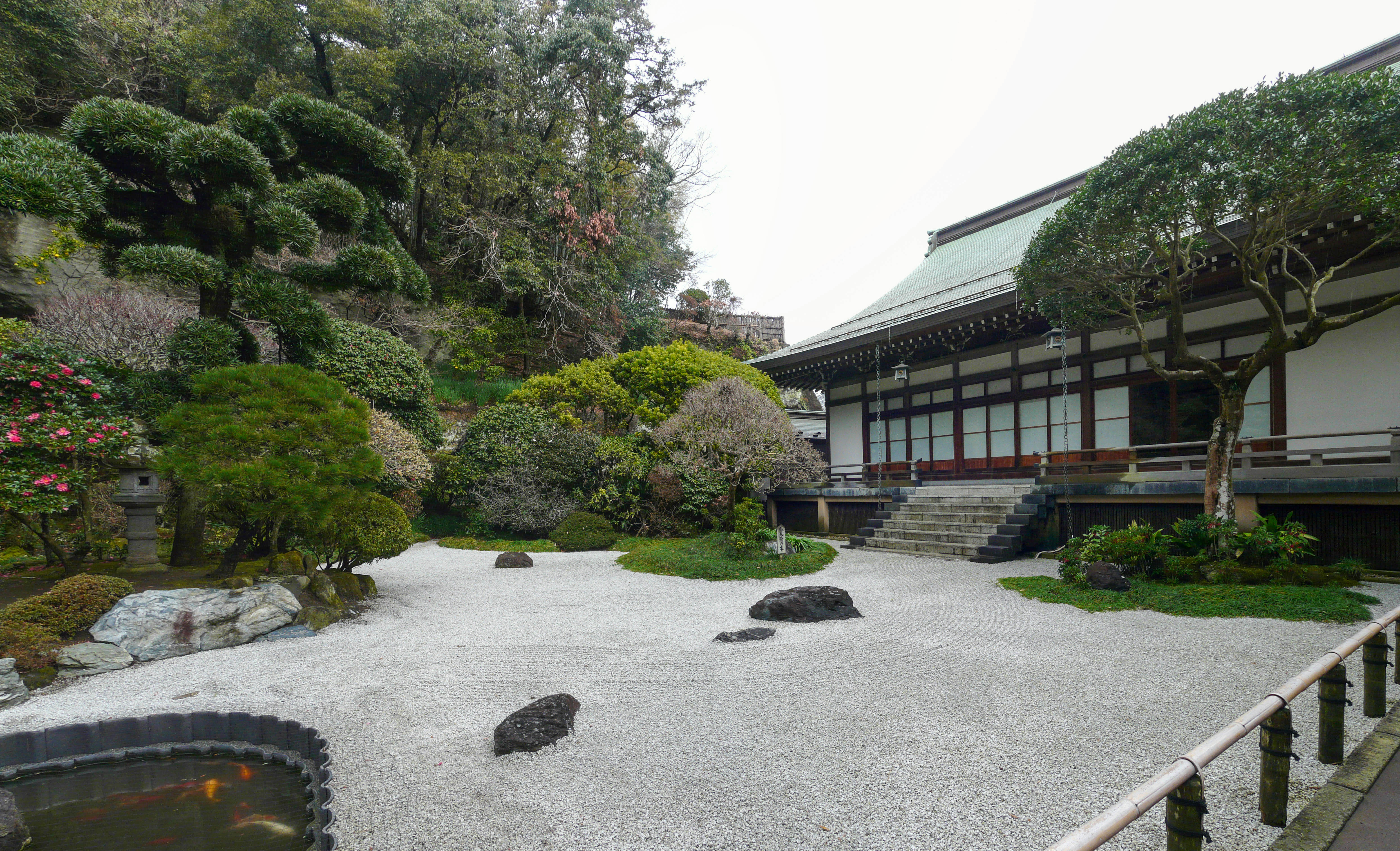
枯山水

## 文化財

### 重要文化財
- 東帰集（伝仏乗禅師筆）1冊、1巻（附:絹本著色仏乗禅師像、堆朱印櫃入木印2顆）
- 仏乗禅師（天岸慧広）度牒1通・仏乗禅師戒牒4幅

## 日曜座禅会
毎週日曜日の午前中に、本堂にて「日曜座禅会」が開かれており、座禅初心者でも参加可能。

## 所在地
神奈川県鎌倉市浄明寺ニ丁目7番4号

## 交通・拝観料等
- 京急バス「浄明寺」バス停下車
- 「竹の庭」（拝観料300円）
茶席「休耕庵」があり[3]、拝観料と別料金で、抹茶と茶菓子が供される（600円）。
- 「竹の庭」拝観時間：9:00 - 16:00
- 「日曜座禅会」参加費用：志納、毎週日曜　7:30～10:30くらいまで（途中参加不可）